# Josef Brems
Josef Ludwig Brems OPraem (7. august 1870 i Testelt i Belgien – 5. april 1958 i København) var en romerskkatolsk biskop og apostolisk vikar for Danmark.
Brems tiltrådte Præmonstratenserordenen efter at han havde taget sin studentereksamen, og efter at have aflsuttet sine studier i teologi blev han ordineret til præst den 9. marts 1895 af kardinal Benedetto Lorenzelli. Derefter virkede han som sognepræst i både det nordlige Tyskland samt Danmark. Den 10. oktober 1922 udnævntes Brems af Pave Pius 11. til apostolisk vikar for Danmark med titulærtitelen Biskop af Roskilde. Han konsekreredes til biskop den 25. januar 1923 af kardinal Desiré-Félicien-François-Joseph Mercier og biskopperne Thomas Heylen og Arnold Diepen som medkonsekratorer. Brems pensioneredes i 1938 og efterfulgtes af Theodor Suhr den 13. december 1938. Han var Kommandør af 2. grad af Dannebrogordenen.